# Magallanes (pel·lícula)
Magallanes és una pel·lícula peruana dirigida pel actor i advocat Salvador del Solar, estrenada el 20 d'agost de 2015. Protagonitzada per la peruana Magaly Solier i el mexicà Damián Alcázar. Està basada en la novel·la La pasajera de l'escriptor peruà Alonso Cueto.

## Sinopsi
Una tarda, recorrent els carrers de Lima, el taxista Harvey Magallanes recull a una passatgera, a la que reconeix: és Celina, una dona a la que va conèixer fa més de vint anys a Ayacucho, quan era soldat de l'Exèrcit del Perú i lluitava contra els guerrillers de Sendero Luminoso. En la seva cerca personal de redempció, Magallanes tractarà d'ajudar econòmicament Celina, que treballa ara en una perruqueria a Vila María del Triunfo. Però ella no estarà disposada a acceptar aquesta ajuda, a causa d'un secret del passat que els enfronta.

## Repartiment
- Magaly Solier com Celina.
- Damián Alcázar com Harvey Magallanes.
- Federico Luppi com el coronel.
- Christian Meier
- Bruno Odar com Milton.
- Tatiana Astengo
- Jairo Camargo
- Liliana Trujillo
- Paul Ramírez
- Tatiana Espinoza
- Graciela Paola
- Nicolás Galindo com Juan.
- Rodrigo Sánchez Patiño
- Camila Mac Lennan
- Jhordan Segura Martínez com Fill de Celina.

## Premis i nominacions
| Any  | Lloc | País     | Categoria                                               | Resultat   | Notes  |
| ---- | --- | -------- | ------------------------------------------------------- | ---------- | ------ |
| 2012 | Concurs de Projectes d'Obres Cinematogràfiques de Llargmetratge 2012 (com ¿Qué fue lo que hiciste, Harvey Magallanes?) | Perú     | Llargmetratges                                          | Guanyadora | [ 5 ]  |
| 2014 | Festival Internacional de Cinema de Sant Sebastià                                                                      | Espanya  | Premi Cine en Construcción                              | Guanyadora | [ 6 ]  |
| 2015 | Festival de Cinema de Lima                                                                                             | Perú     | Millor Actriu (Magaly Solier)                           | Guanyadora | [ 7 ]  |
| 2015 | Festival de Cinema de Lima                                                                                             | Perú     | Primer Premi del Públic (millor pel·lícula)             | Guanyadora | [ 7 ]  |
| 2015 | Festival de Cinema de Lima                                                                                             | Perú     | Premio TITRA (pel·lícula peruana més votada pel públic) | Guanyadora | [ 7 ]  |
| 2015 | Festival de Cinema Iberoamericà de Huelva                                                                              | Espanya  | Millor pel·lícula                                       | Guanyadora | [ 8 ]  |
| 2015 | Festival de Cinema Iberoamericà de Huelva                                                                              | Espanya  | Millor actriu (Magaly Solier)                           | Guanyadora |        |
| 2015 | Festival de Cinema Iberoamericà de Huelva                                                                              | Espanya  | Millor Guió                                             | Guanyadora |        |
| 2015 | Premis Luces de El Comercio                                                                                            | Perú     | Millor pel·lícula                                       | Nominada   | [ 9 ]  |
| 2015 | Premis Luces de El Comercio                                                                                            | Perú     | Millor actriu (Magaly Solier)                           | Nominada   |        |
| 2015 | Premis Luces de El Comercio                                                                                            | Perú     | Millor actor secundari (Bruno Odar)                     | Nominat    |        |
| 2015 | Premio Goya | Espanya  | Millor pel·lícula iberoamericana                        | Nominada   | [ 10 ] |
| 2015 | Premis TUNKI | Perú     | Millor pel·lícula                                       | Nominada   | [ 11 ] |
| 2015 | Premis TUNKI | Perú     | Millor director                                         | Nominat    | [ 11 ] |
| 2015 | Premis TUNKI | Perú     | Millor Actor (Damián Alcázar)                           | Nominat    | [ 11 ] |
| 2015 | Premis TUNKI | Perú     | Millor actriu (Magaly Solier)                           | Guanyadora | [ 11 ] |
| 2015 | Premis TUNKI | Perú     | Millor Guió                                             | Guanyadora | [ 11 ] |
| 2015 | Premis TUNKI | Perú     | Millor Fotografia                                       | Guanyadora | [ 11 ] |
| 2015 | Premis TUNKI | Perú     | Millor So                                               | Nominada   | [ 11 ] |
| 2015 | STAFF de Cinencuentro                                                                                                  | Perú     | Millor pel·lícula                                       | Nominada   | [ 12 ] |
| 2015 | STAFF de Cinencuentro                                                                                                  | Perú     | Millor actriu (Magaly Solier)                           | Guanyadora | [ 12 ] |
| 2015 | STAFF de Cinencuentro                                                                                                  | Perú     | Millor Actor (Damián Alcázar)                           | Nominat    | [ 12 ] |
| 2016 | Mostra de Cinema Llatinoamericà de Catalunya                                                                           | Espanya  | Millor actriu (Magaly Solier)                           | Guanyadora | [ 13 ] |
| 2016 | Mostra de Cinema Llatinoamericà de Catalunya                                                                           | Espanya  | Millor Actor (Damián Alcázar)                           | Guanyador  | [ 13 ] |
| 2016 | Mostra de Cinema Llatinoamericà de Catalunya                                                                           | Espanya  | Millor Opera Prima                                      | Guanyadora | [ 13 ] |
| 2016 | Premis Platino | Uruguai  | Millor Opera Prima                                      | Nominada   | [ 14 ] |
| 2016 | Premis Platino | Uruguai  | Millor Guió                                             | Nominat    | [ 14 ] |
| 2016 | Premis Platino | Uruguai  | Millor Interpretació Masculina (Damián Alcázar)         | Nominat    | [ 14 ] |
| 2016 | Premis Platino | Uruguai  | Millor Música Original                                  | Nominat    | [ 14 ] |
| 2016 | Premis Platino | Uruguai  | Millor Direcció de Muntatge                             | Nominat    | [ 14 ] |
| 2016 | Premis Fénix | Mèxic    | Millor Interpretació Femenina (Magaly Solier)           | Nominada   | [ 15 ] |
| 2016 | Premis Macondo | Colòmbia | Millor pel·lícula                                       | Nominada   | [ 16 ] |
| 2016 | Premis Macondo | Colòmbia | Millor director                                         | Nominat    | [ 16 ] |
| 2016 | Premis Macondo | Colòmbia | Millor actor principal (Damián Alcázar)                 | Guanyador  | [ 16 ] |
| 2016 | Premis Macondo | Colòmbia | Millor guió                                             | Nominat    | [ 16 ] |
| 2016 | Premis Macondo | Colòmbia | Millor música original                                  | Nominada   | [ 16 ] |